# Kumarila Bhata
Kumarila Bhata (fl. oko 700) bio je hinduski ili brahminski filozof i mimamski učenjak iz rane srednjovekovne Indije. On je poznat po mnogobrojnim raznovrsnim tezama o Mimamsi, poput Mimamsaslokavartika. Bhata je bio predani vernik u vrhunsku validnost vedskih odredbi, veliki šampion Purva-Mimamse i potvrđeni ritualista. Vartika je uglavnom napisana kao podtumačenje Sabarajevog tumačenja Džajminovih Purva Mimamsa sutri. Neki učenjaci njegovu filozofiju klasifikuju kao egzistencijalni realizam.
Učenjaci se razlikuju u pogledu Kumarila Bhatovih stavova o ličnom Bogu. Na primer, Manika Vačakar je verovao da je Bhata promovisao ličnog Boga (saguna brahman), što je u sukobu sa Mimamsa školom. U svojoj Vartiki, Kumarila Bhata detaljno obrazlaže svoje suprotstavljanje teoriji boga stvaraoca i smatra da su akcije izložene u Vedi imale konačne rezultate bez spoljnjeg uplitanja.
Kumarila se takođe smatra zaslužnim za logičku formulaciju mimamskog uverenja da su Vede bezautorske (apaurušeja). Posebno je zapažena njegova odbrana od srednjovekovnih budističkih stavova o vedskim ritualima. Neki smatraju da je to doprinelo opadanju budizma u Indiji, jer se njegov životni vek podudara sa periodom u kojem je zastupljenost budizma počela da opada. Zaista, njegov dijalektički uspeh protiv budista potvrđuje budistički istoričar Taranata, koji izveštava da je Kumarila pobedio sledbenike Budhapalkite, Bhavja, Dharmadasa, Dignaga i drugih. Njegov rad je snažno uticao na druge škole indijske filozofije, s izuzetkom da, iako Mimamsa smatra Upanišade podređenim Vedama, Vedanta škola ne podržava taj stav.

## Detinjstvo i mladost
Rodno mesto Kumarile Bhate je nepoznato. Prema budističkom učenjaku Taranati iz 16. veka Taranatha, Kumarila je bio rodom iz Južne Indije. Međutim, Anandagirijeva Šankara-Vijaja navodi da je Kumarila došao sa „severa” (udagdeśāt) i progonio budiste i džainiste na jugu.
Druga teorija je da je došao iz istočne Indije, tačnije Kamarupe (današnjeg Asama). Sesaov rad Sarvasidhanta-rahasja koristi istočni naslov Bhataharja za njega. Njegovi spisi govore da je bio upoznat sa proizvodnjom svile koja je bila uobičajena u današnjem Asamu.

## Lingvistički pogledi
Kumarila Bhata i njegovi sledbenici u tradiciji Mimamsa poznatoj kao Bhāṭṭas zalagali su se za snažno kompoziciono gledište semantike nazvano abihitanvaja ili „označavanje onoga što je označeno”. U ovom pogledu, značenje rečenice se shvata tek nakon što se prvo razumeju značenja pojedinih reči. Referenti reči su bili nezavisni, potpuni objekti, pogled koji je blizak fodorovskom pogledu na jezik, prema filozofu Danijelu Arnoldu. Takođe je koristio nekoliko tamilskih reči u svojim delima, uključujući jedno od najranijih pominjanja imena Dravida u severnoindijskim izvorima, koje se nalazi u njegovoj Tantravartici.
Sledbenici prabakarske škole unutar Mimamse raspravljali su o gore pomenutom gledištu o značenju rečenica tokom nekih sedam ili osam vekova, koji su tvrdili da reči ne označavaju direktno značenje. Umesto toga, značenja reči se shvataju kao već povezana sa drugim rečima (anvitabidana, anvita = povezan; abidana = denotacija). Na ovo gledište uticali su holistički argumenti njegove sfotske teorije. U suštini, Prabakare su tvrdile da se značenja rečenica shvataju direktno, iz perceptivnih i kontekstualnih znakova, preskačući fazu shvaćanja pojedinačnih značenja reči, slično modernom pogledu na lingvističko nedovoljno specificiranje, koje se odnosi na dinamički zaokret u semantici, da suprotstavlja i čisto kompozicione pristupe značenju rečenice.

## Odbrana od budizma
Kumarila Bhata je poznat po svojoj odbrani vedskog ritualizma od srednjovekovnog budističkog idealizma. Sa ciljem da dokaže superiornost vedskih spisa, Kumarila Bhata je izneo nekoliko novih argumenata:
1. „Budistički (ili džainistički) spis nije mogao biti tačan jer je imao nekoliko gramatičkih grešaka.“ On posebno razmatra budistički stih: ime samkhada dhamma sambhavanti sakarana akarana vinassanti (Ovi fenomeni nastaju kada je uzrok prisutan i nestaju kada je uzrok odsutan). Tako on iznosi svoj argument:[14]

Sveti spisi budista i džainista sastavljeni su na izuzetno netačnom (asadu) jeziku, rečima na jeziku Magada ili Dakšinatja, ili čak na njihovim dijalektima (tadopabramsa). Prema tome, lažne kompozicije (asanibandana), one nikako ne mogu biti istinsko znanje (šastra)) ... Nasuprot tome, sama forma (dobro sastavljeni jezik) Vede dokazuje da je njen autoritet nezavisan i apsolutan.
1. Svaka postojeća škola smatrala je da su neki stihovi tačni. Da bi pokazao da je Veda jedini ispravan spis, Kumarila je rekao da bi „odsustvo autora zaštitilo Vedu od svakog ukora“ (apaurušeja).[15] Nije bilo „načina da se bilo koji od sadržaja budističkih spisa direktno dokaže kao pogrešan u duhu...“, osim ako se ne ospori legitimnost i večna priroda samog spisa. Dobro je poznato da je Pali kanon nastao nakon Budine parinirvane. Dalje, čak i ako su to bile Budine reči, one nisu bile večne ili neautorizovane kao Vede.
2. Sautrantika budistička škola je verovala da je univerzum trenutan (kšanika). Kumarila je rekao da je to apsurdno, s obzirom da univerzum ne nestaje svakog trenutka. Koliko god da bi neko odredio trajanje trenutka, mogao bi ga podeliti na beskonačno mnogo daljih delove. Kumarila tvrdi: „ako univerzum ne postoji između trenutaka, u kom od ovih trenutaka on postoji?” Pošto je trenutak mogao biti beskonačno mali, Bhata je tvrdio da budista smatra da univerzum ne postoji.
3. Određivanje percepcije (pratyaksha pariccheda).[16]

Neki naučnici veruju da je Kumarilino razumevanje budističke filozofije bilo daleko veće od razumevanja bilo kog drugog nebudističkog filozofa njegovog vremena. Međutim, pogledajte Taber 2010 za alternativno gledište.
Prema Buton Rinčen Drubu, Kumarila je uvredljivo govorio o svom nećaku, Darmakirtiju, dok je uzimao njegovu bramansku odeću. Ovo je oteralo Darmakirtija, i odlučan da pobedi sve nebudističke jeretike, umesto toga je uzeo odeću budističkog reda.

## Legendarni život
Prema legendi, Kumarila je otišao da studira budizam u Nalandi (najveći univerzitet na svetu u 4. veku), sa ciljem da pobije budističku doktrinu u korist vedske religije. On je izbačen sa univerziteta kada je protestovao protiv svog učitelja (Darmakirtija) koji je ismevao vedske rituale. Legenda kaže da je, iako je bačen sa univerzitetskog tornja, on je preživeo s povredom oka tvrdeći „ako su Vede ultimatne, onda ću biti pošteđen smrti“. Moderni Mimamsa učenjaci i sledbenici Vedante veruju da je to bilo zato što je on nametnuo uslov o nepogrešivosti Veda, čime je ohrabrio hinduističko verovanje da ne treba ni sumnjati u nepogrešivost Veda.
Madaviia Sankara Digvidžajam, hagiografsko delo iz 14. veka o životu Sankare, tvrdi da je Sankara izazvao Bhatu na debatu na samrtnoj postelji. Kumarila Bhata nije mogao da vodi debatu sa Sankarom, jer je kažnjavao sebe zbog nepoštovanja svog budističkog učitelja tako što ga je pobedio u debati koristeći Vede samospaljivanjem na obalama Ganga u Prajagraju i umesto toga ga je uputio da se raspravlja sa svojim učenikom Mandanom Misrom u Mahišmatiju. On je izjavio:
Naći ćete dom na čijim vratima se nalazi veliki broj papagaja u kavezu koji raspravljaju o apstraktnim temama poput: 'Da li Vede imaju samovaženje ili zavise od nekog spoljnog autoriteta za svoju validnost? Da li su karme sposobne da direktno donesu svoje plodove ili im je za to potrebna Božja intervencija? Da li je svet večan ili je to samo privid?' Tamo gde nađete papagaje u kavezu koji raspravljaju o tako nejasnim filozofskim problemima, znaćete da ste stigli do Mandaninog mesta.

## Radovi
- Šlokavartika („Izložba u stihovima”, tumačenje Šabarovog dela )[22]
- Tantravartika („Izložba svetih nauka”, tumačenje Šabarovog dela )[23]
- Tuptika („Potpuna izložba”, tumačenje Šabarovog dela )[24]
- Kataoka, Kei, Kumarila on Truth, Omniscience and Killing. Part 1: A Critical Edition of Mimamasa-Slokavarttika ad 1.1.2 (Codanasutra). Part 2: An Annotated Translation of Mimamsa-Slokavarttika ad 1.1.2 (Codanasutra) (Wien, 2011) (Sitzungsberichte der philosophisch-historischen Klasse, 814; Beiträge zur Kultur- und Geistesgeschichte Asiens, 68).

## Literatura
- Arnold, Daniel Anderson. Buddhists, Brahmins, and Belief: Epistemology in South Asian Philosophy of Religion. Columbia University Press,  . 2005. ISBN 978-0-231-13281-7. Недостаје или је празан параметар |title= (помоћ).
- Bales, Eugene (1987). A Ready Reference to Philosophy East and West. University Press of America. стр. 201. ISBN 9780819166401. „Buddhist philosophy as presented in Mimamsa Sloka Vartika.”
- Bhatt, Govardhan P. (1989). The Basic Ways of Knowing: An In-depth Study of Kumārila's Contribution to Indian Epistemology. Delhi: Motilal Banarasidass. ISBN 81-208-0580-1.
- Kumarila Bhatta, Translated by Ganganatha Jha (1985). Slokavarttika. The Asiatic Society, Calcutta.
- Bimal Krishna Matilal (1990). The word and the world: India's contribution to the study of language. Oxford.
- Vijaya Rani (1982). Buddhist Philosophy as Presented in Mimamsa Sloka Varttika. 1st Ed. Parimal Publications, Delhi ASIN B0006ECAEO.
- Sheldon Pollock (2006). The Language of the Gods in the World of Men – Sanskrit, Culture and Power in Premodern India. University of California Press.
- Sharma, Peri Sarveswara (1980). Anthology of Kumārilabhaṭṭa's Works. Delhi, Motilal Banarsidass.
- Sheridan, Daniel P. „Kumarila Bhatta”. 1995. ISBN 0-06-270085-5. Недостаје или је празан параметар |title= (помоћ), in Great Thinkers of the Eastern World, ed. Ian McGready, New York: Harper Collins,
- Translated and commentary by John Taber (јануар 2005). A Hindu Critique of Buddhist Epistemology. Routledge. ISBN 978-0-415-33602-4.
- Taber, John (2010). „Kumārila's Buddhist”. Journal of Indian Philosophy. 38 (3): 279—296. S2CID 170490847. doi:10.1007/s10781-010-9093-9.
- Buton, Rinchen drub (1931). The History of Buddhism in India and Tibet. Превод: E. Obermiller. Heidelberg: Harrossowitz. стр. 152.